# Profondeville
Profondeville (en való Parfondveye) és un municipi belga de la província de Namur a la regió valona. El 1977 va agrupar els antics municipis Arbre, Bois-de-Villers, Lesve, Lustin i Rivière.

## Agermanament
- Ròcabruna Caup Martin